# Baby-AT

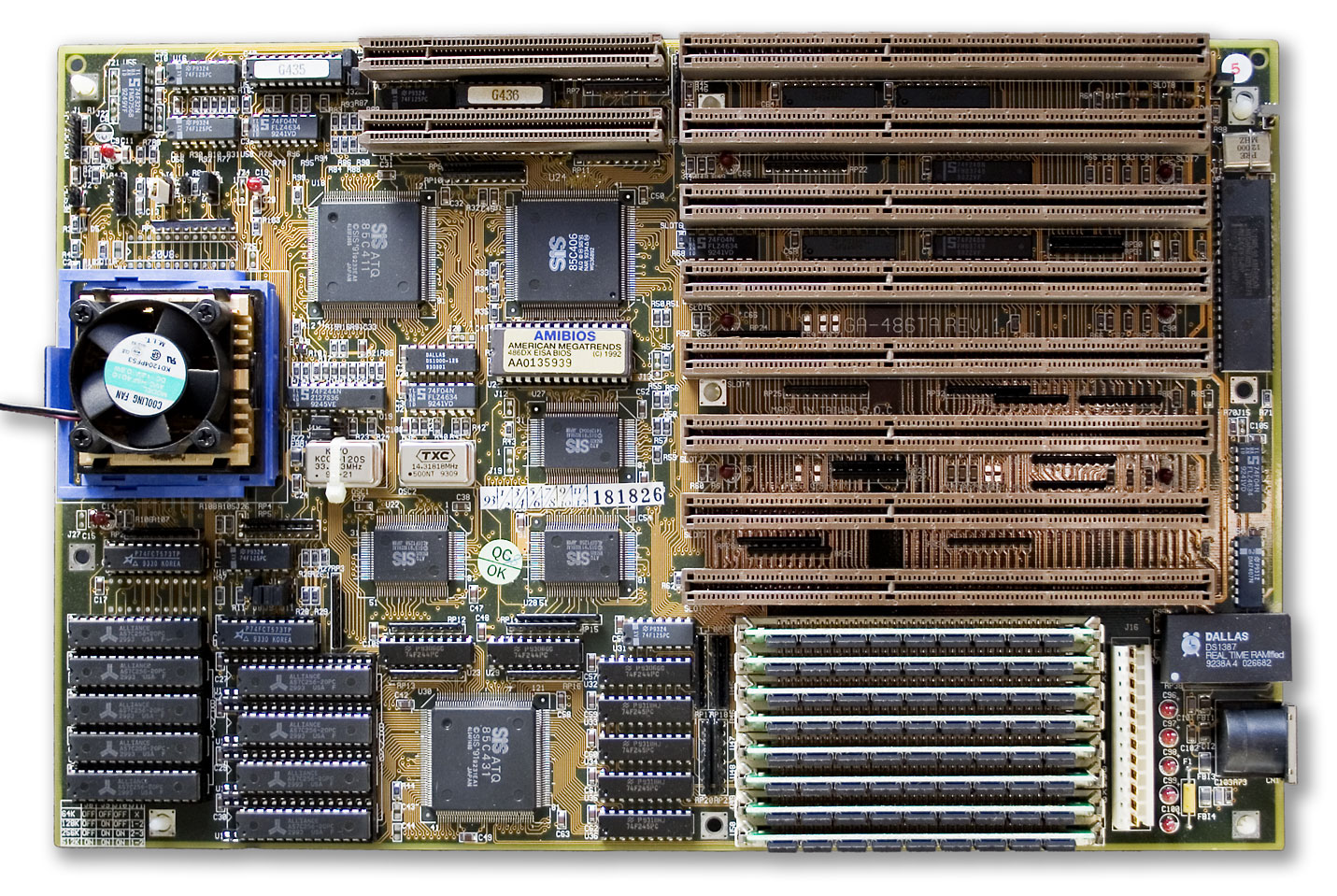
Una placa base de dicho formato.

Baby AT es el formato de placa base (factor de forma) que predominó en el mercado de las computadoras personales desde la serie de procesadores Intel 80286 hasta la introducción de los Pentium. Es una variante del factor de forma AT, aunque más pequeña (de allí su nombre). Define un tamaño para la placa base de 220 x 330 milímetros.
Fue introducida en el mercado en 1985 por IBM,  y al ser esta variante más pequeña y económica que la AT, pronto todos los fabricantes cambiaron a ella y se mantuvo como estándar en las computadoras personales hasta que fue reemplazado por el factor de forma ATX a partir de 1995. El pequeño tamaño, que había sido el principal motivo de su éxito, fue también lo que motivó su reemplazo, puesto que a medida que aumentaba la capacidad de trabajo de los microprocesadores y su generación de calor, la proximidad de los componentes incrementaba excesivamente la temperatura. 
Una característica importante de este factor de forma es que las placas base construidas según este diseño fueron las primeras en incluir conectores para distintos puertos (paralelo, serial, etc.) integrados en su parte trasera y conectados internamente.
- Datos: Q2656941